# Clover Bish
Ariadna Congost Quesada (Granollers, 9 de marzo de 1998), conocida artísticamente como Clover Bish, es una bailarina, travesti y youtuber española, que compitió en la tercera temporada de Drag Race España. Fue la segunda mujer cisgénero en competir en la franquicia Drag Race, después de Victoria Scone.

## Carrera
Su nombre proviene de un personaje de Totally Spies!.
Clover Bish fue conocida públicamente en junio de 2022, cuando se proclamó vencedora de la Shantay Party, lo cual le sirvió además para llegar al proceso final de selección para el casting de la tercera temporada de Drag Race España.
En 2023 Clover Bish se unió a la competencia de telerrealidad Drag Race España en su tercera temporada, que comenzó a emitirse el 16 de abril de 2023. Al iniciar el programa solo tenía nueve meses de experiencia en el mundo drag. En el cuarto episodio de la temporada fue por primera vez nominada a la eliminación junto a su compañera Kelly Roller. Ambas se enfrentaron en una batalla de lip sync con la canción «Ay mamá» de Rigoberta Bandini. La victoria de Clover en dicha batalla le permitió permanecer en el programa. en el quinto programa imitó a Maite Galdeano para el reto Snatch Game. En el sexto episodio fue nominada por segunda vez a la eliminación, por lo que se enfrentó en una batalla de lip sync contra la también nominada Visa. Tras el final del lip sync el jurado decidió que Clover Bish fue la vencedora, por lo que Visa fue eliminada y Clover siguió compitiendo en el programa. Finalmente fue eliminada en el noveno episodio de la temporada, después de participar en una batalla de lip sync en la que Hornella Góngora fue declarada vencedora.
Ese mismo año publicó «Sí soy mujer». En el videoclip de su sencillo aparecen otras mujeres que realizan drag en la escena de Barcelona.
Entre el 14 y 15 de julio actuó en el evento "El Pride!" en Barcelona en conmemoración del Orgullo LGBT junto con artistas como Loreen, Agoney, Ladilla Rusa, La Prohibida o Ms Nina.

## Vida privada
Congost tiene orígenes familiares afrocubanos.

## Filmografía

### Televisión
| Año  | Título           | Papel      | Notas        |
| ---- | ---------------- | ---------- | ------------ |
| 2023 | Drag Race España | Ella misma | 10 episodios |
| 2023 | Tras la carrera  | Ella misma | 1 episodio   |

## Discografía

### Sencillos
| Año  | Título         |
| ---- | -------------- |
| 2023 | «Sí soy mujer» |
| 2024 | «2much»        |

## Teatro
- El Gran Hotel de las Reinas (2023)[15]